# Halina Poświatowska
Halina Poświatowska (Częstochowa, 9 de maig de 1935 - Varsòvia, 11 d'octubre de 1967) fou una poeta polonesa.

## Vida
Les condicions de la guerra li provocaren una malaltia cardíaca; la seva ciutat fou alliberada quan ella tenia nou anys i passà un temps amagada amb la seva família en un soterrani fred i humit, cosa que malmeté la seva salut amb angines i probablement una endocarditis infecciosa. Passà una part de la seva vida en sanatoris i en un d'ells conegué el seu marit, Adolf Ryszard Poświatowski, amb qui es casà el 30 d'abril de 1954, però que moriria dos anys més tard, de manera que Halina quedà vídua als 21 anys.
El 1958, amb l'ajuda econòmica dels polonesos americans, feu un viatge als Estats Units per a ser operada del cor, cosa que li allargà la vida durant 9 anys. No tornà immediatament a Polònia sinó que es matriculà al Smith College a Northampton, Massachusetts, on, malgrat que al començament ni tan sols parlava anglès, va completar els estudis en tres anys. Després retornà a Polònia i es va matricular de Filosofia a la Universitat Jagellònica; el 1963 defensà el seu treball de màster en filosofia, però no arribà a completar el doctorat.
El 1967 fou operada novament del cor i morí 8 dies després. Fou enterrada al cementiri de Sant Roch, junt amb el seu marit.
El 9 de maig de 2007 s'inaugurà un museu, anomenat "Casa de la poesia" (Dom poezji), en honor seu a la casa familiar.

## Obra
Halina Poświatowska va debutar com a poeta el 1956 amb la publicació de dos poemes en un diari local. El seu primer poemari, Hymn bałwochwalczy ("Himne idolàtric"), es va publicar el 1957, seguit de Dzień dzisiejszy ("Avui") el 1963, Oda do rąk ("Oda a les mans") el 1966 i, pòstumament, el 1968, Jeszcze jedno wspomnienie ("Un record més"). Després de la seva mort, es van trobar molts textos inèdits a la finca. L'últim any de la seva vida es va publicar la seva autobiografia Opowieść dla przyjaciela ("Conte per a un amic").
La seva obra completa s'ha publicat amb el títol Dzieła ("Obres") en quatre volums a l'editorial Wydawnictwo Literackie, de Cracòvia, el 1997. Els primers dos volums reuneixen la seva obra poètica, i, els altres dos, prosa i correspondència.

## Bibliografia

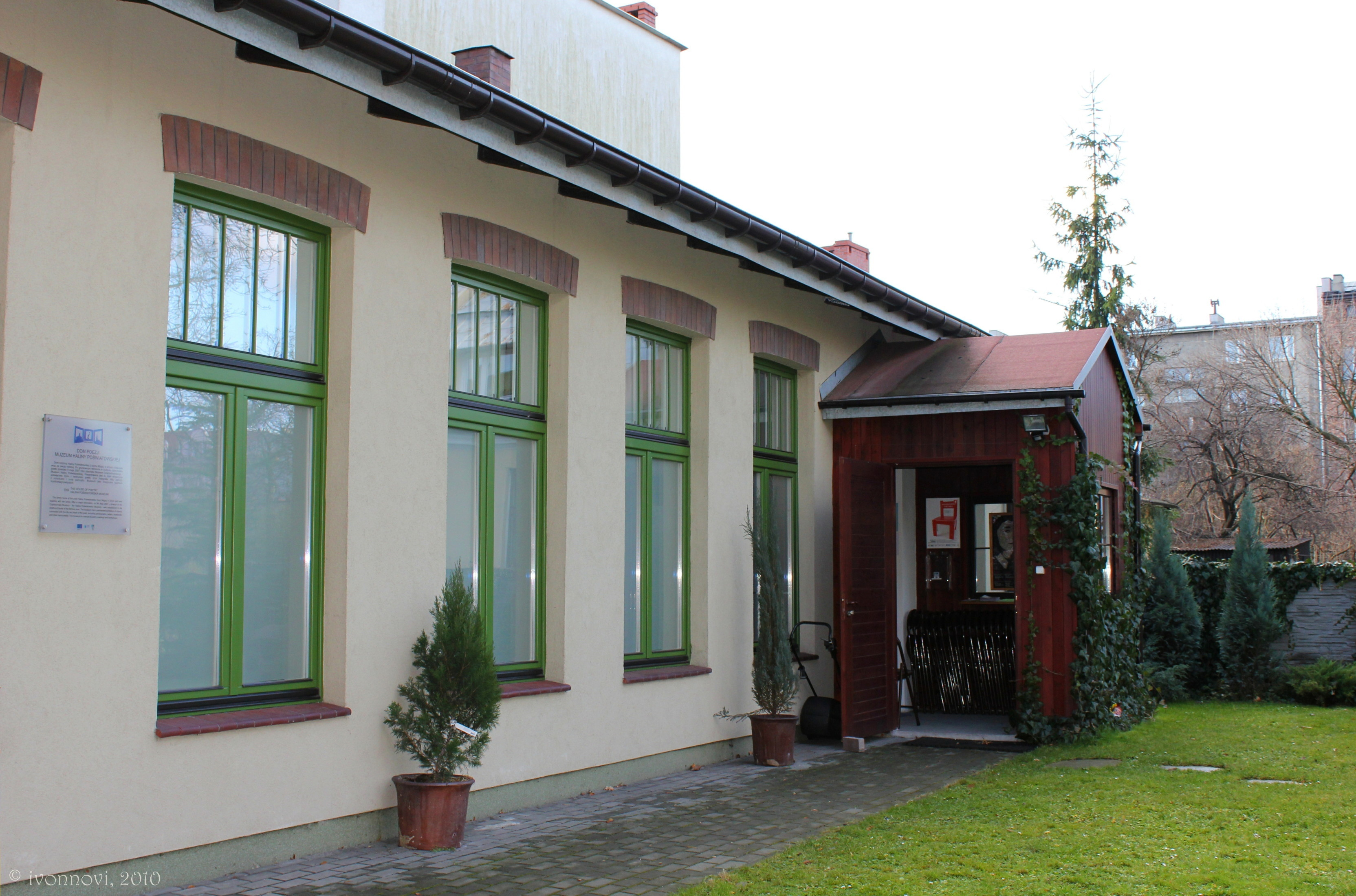
Casa de la Poesia (foto Ivonna Nowicka)